# Federazione di rugby a 13 della Francia
La federazione di rugby a 13 della Francia (in francese Fédération française de rugby à XIII) è l'ente governativo che gestisce il rugby a 13 in Francia.
Fondata il 6 aprile 1934 con il nome Ligue Française de Rugby à XIII in seguito allo scontento dopo la sospensione della nazionale di rugby a 15 francese dal torneo delle Cinque Nazioni per le accuse di praticare il professionismo, tra i suoi compiti principali vi sono quelli di gestire la nazionale francese e il campionato Élite 1.